# Har Dil Jo Pyaar Karega
Har Dil Jo Pyar Karega... (hindi: हर दिल जो प्यार करेगा, urdu: ہر دل چو ہیار کرے گا, dosł.: Każde serce zakochuje się...) to bollywoodzki film z 2000 roku. 
Główne role grają znani indyjscy aktorzy Salman Khan, Rani Mukerji i Preity Zinta. Shahrukh Khan występuje gościnnie w dwóch krótkich scenkach. Film jest indyjską adaptacją hollywoodzkiego Jak cię kocham, a ty śpisz ("While You Were Sleeping"). Rolę graną przez Sandrę Bullock gra tutaj Salman Khan. Tematem filmu jest udawanie kogoś, kim się nie jest, zabieganie o karierę piosenkarza, ale przede wszystkim poszukiwanie miłości i wsparcia w rodzinie.
Film nagrano w Indiach na Mauritiusie i w Afryce Południowej.

## Obsada
- Salman Khan – Raj/Romi
- Rani Mukerji – Pooja Oberoi
- Preity Zinta – Jahnvi
- Paresh Rawal – Goverdhan
- Rajeev Verma – Bharat Oberoi
- Vinay Pathak – Monty
- Shakti Kapoor – wuj Abdula
- Satish Shah – Mahesh Hirwani
- Shahrukh Khan – Rahul (gościnnie)
- Sana Saeed – Anjali (gościnnie)

## Muzyka
Piosenki do muzyki Anu Malika śpiewają:
1. "Har Dil Jo Pyar Karega" – Udit Narayan, Alka Yagnik
2. "Dil Dil Deewana" – Udit Narayan, Alka Yagnik
3. "Aate Jaate Jo Milta Hai" – Sonu Nigam, Alka Yagnik
4. "Sahiba Sahiba" – Kay Kay
5. "Ek Garam Chai Ki Pyali" – Anu Malik
6. "Har Dil Jo Pyar Karega" (smutna) – Alka Yagnik
7. "Aisa Pehli Baar Hua Hai" – Sonu Nigam
8. "Piya Piya" – Pinky, Preeti, Prashan

## Nominacje do nagród
- do Nagrody IIFAA dla najlepszego aktora w roli drugoplanowej- Paresh Rawal
- do Nagrody IIFAA za najlepszy playback kobiecy – Preeti Sagar za "Piya Piya..."
- do Nagrody Filmfare dla Najlepszej Aktorki Drugoplanowej – Rani Mukherjee
- do Nagrody Filmfare za najlepszy playback kobiecy – Preeti Sagar za "Piya Piya..."